# Mike Sharpe
Pour les articles homonymes, voir Sharpe.
Michael Sharpe, plus connu comme Mike Sharpe ou Iron Mike Sharpe, est un lutteur professionnel canadien né le 28 octobre 1951 et mort à Hamilton le 17 janvier 2016.

## Carrière
Sharpe vient d'une famille de lutteurs, son père et son oncle était très populaire dans les années 1950 et étaient connus comme étant les champions de San Francisco. Il a grandi en Californie, mais a déménagé avec son père au Canada à son adolescence. C'est au lycée qu'il se mit à la boxe et à l'haltérophilie avant de suivre les traces de son père.
C'est l'entraîneur Dewey Robertson qui a formé Sharpe vers ses 25 ans et, peu de temps après, il devint populaire dans de nombreuses promotions canadiennes telles que la NWA All Star Wrestling Gene Kiniski. Il a été deux fois champion canadien de la NWA équipe, en partenariat avec  Moose Morowski et plus tard avec Salvatore Bellomo, il a également remporté le titre Heavyweight Pacific Coast. Sa carrière prit de la vapeur après avoir déménagé en Louisiane, où il est devenu un des favoris des fans en remportant deux titres majeurs du Mid-South - champion de la Louisiane (deux fois) et le titre du Mississippi (aussi deux fois) avec un titre Knucks Brass en 1979.
En janvier 1983, le Sharpe est entré dans la World Wrestling Federation où il passera le reste de sa carrière jusqu'à sa retraite en 1995. Il était un habitué de la programmation WWF à travers le milieu des années 1980 jusqu'au début des années 1990. Il a été annoncé et auto-proclamé « plus grand athlète du Canada » (un surnom tiré de Kiniski). Il se démarquait par son hurlement quasi constant et ses grognements tout au long des matchs, ainsi que par un mystérieux corset noir sur son avant-bras droit, censé protéger une ancienne blessure.
Au début de sa carrière WWF, il a été géré par Captain Lou Albano et a été largement soutenu par celui-ci lors de nombreux matchs. Sharpe n'obtiendra jamais de titre dans cette promotion et aura principalement soutenu de nombreuses autres vedettes à accéder au titre de champion du monde.
Selon Cappetta, le comportement de Sharpe lui a valu le surnom de Monsieur Propre parmi ses collègues. Pendant le match (où il a perdu contre le caporal Kirchner), Monsoon a également souligné le dévouement connu de Sharpe à sa forme physique et à la recherche du développement physique : « Si plus de gens prenaient soin d'eux-mêmes comme Iron Mike Sharpe, environ 20 millions d'Américains auraient passé l'âge des 65 ans ».

## Championnats et accomplissements
- FSW : Tag Team Championship (1 fois) - avec I.C. Gloire
- Wrestling Association Mid-South :
  - Championnat Mid-South Louisiana (2 fois)
  - Championnat Mid-South Mississippi (2 fois)
- NWA All-Star Wrestling :
  - Tag Team Championship canadienne (version Vancouver) (1 fois) - avec Salvatore Martino
  - Championnat NWA Pacific Coast Heavyweight (version Vancouver) (1 fois)
- NWA Mid-America : Championnat de la NWA Mid-America (1 fois)
- NWA San Francisco : Championnat NWA Pacific Coast Heavyweight (version San Francisco) (3 fois)
- NWA Tri-State : Championnat Knuckles NWA Tri-State Laiton (1 fois)
- Organisation professionnelle de Wrestling : Championnat POW Heavyweight (1 fois)
- Stampede Wrestling : NWA Championnat International Team (version Calgary) (1 fois) - avec Jim Wright
- World Wide Wrestling Alliance : Championnat WWWA Intercontinental (1 fois)